# Gregorio Palamás
Gregorio Palamás (en escritura griega: Γρηγόριος ο  Παλαμάς; 1296-1359) fue un filósofo, teólogo y obispo griego bizantino, que ejerció de clérigo ortodoxo oriental durante buena parte del período bizantino tardío. Monje del monte Athos (Grecia moderna) y posteriormente arzobispo de Tesalónica, es famoso por su defensa de la espiritualidad hesicástica, el carácter increado de la luz de la Transfiguración y la distinción entre la esencia y las energías de Dios (es decir, la voluntad divina, la gracia divina, etc.). Su enseñanza se desarrolló a lo largo de tres grandes controversias, (1) con el italo-griego Barlaam entre 1336 y 1341, (2) con el monje Gregorio Acindino entre 1341 y 1347, y (3) con el filósofo Nicéforo Grégoras, de 1348 a 1355. Sus aportaciones teológicas se denominan a veces palamismo, y sus seguidores, palamitas.
Gregorio es venerado como santo en la Iglesia ortodoxa oriental desde 1368. Dentro de la Iglesia católica, también se le ha llamado santo; el papa Juan Pablo II calificó en varias ocasiones a Gregorio como un gran escritor teológico. Desde 1971, la Iglesia greco-melquita católica venera a Gregorio como santo. Algunos de sus escritos están recogidos en la Filocalia, y desde el periodo otomano, el segundo domingo de la Gran Cuaresma está dedicado a la memoria de Gregorio Palamás en la Iglesia Ortodoxa y en la Iglesia greco-católica ucraniana. El Sinodikon bizantino de la Ortodoxia también celebra su memoria y su teología, al tiempo que condena a sus oponentes, incluyendo a algunos antipalamitas que florecieron tras la muerte de Gregorio.
Renovó la mística y el monaquismo ortodoxo. En sus grandes obras la Prosopopeya, Teófanes y las Tríadas, en defensa de los santos hesicastas, defendió la experiencia cristiana de un racionalismo teológico que podría arruinar el cristianismo y, sobre todo, el sentido de la vida monástica (por ejemplo las ideas de Barlaam el Calabrés).
Las posiciones de Palamás se dirigen tanto contra los partidarios de la cultura renacentista en Constantinopla en el siglo XIV, cuando esta cultura quiere invadir y juzgar a la esfera religiosa. Los presupuestos teológicos de Palamás se basan el neoplatonismo cristiano, por lo que u pensamiento no es compatible con algunos supuestos de la filosofía aristotélico-tomista. 

## Primeros años
Gregorio nació en Constantinopla hacia el año 1296. Su padre, Constantino, era cortesano del emperador bizantino Andrónico II Paleólogo (1282-1328), pero murió cuando Gregorio era aún joven. El propio emperador participó en la crianza y educación del niño huérfano de padre y esperaba que el talentoso Gregorio se dedicara al servicio del gobierno, pero Palamás eligió la vida monástica en el monte Athos. La madre de Gregorio (Kalloni) y sus hermanos (Teodosio, Macario, Epicaris y Teodoti) también habrían de optar por la vida monacal, y la familia entera fue canonizada por el Patriarcado Ecuménico de Constantinopla en 2009.
Antes de partir hacia el monte Athos, Gregorio recibió una amplia educación, que incluía el estudio de Aristóteles, del que haría gala ante Teodoro Metoquita y el Emperador.

## Carrera monástica
A pesar de las ambiciones que tenía el emperador para él, Gregorio, que entonces tenía apenas veinte años, se retiró al monte Athos en el año 1316 y se convirtió en novicio en el monasterio de Vatopedi bajo la dirección del stárets San Nicodemo de Vatopedi. Finalmente, fue tonsurado como monje y continuó su vida de ascetismo. Tras el fallecimiento del stárets Nicodemo, Gregorio pasó ocho años de conflicto espiritual bajo la dirección de un nuevo stárets, Nicéforo. Tras la muerte de este último anciano, Gregorio se trasladó al Monasterio de la Gran Laura de San Atanasio el Atonita en el monte Athos, donde sirvió a los hermanos en la trapeza (refectorio) y en la iglesia como cantor. Deseando dedicarse más plenamente a la oración y al ascetismo, ingresó en una skete llamada Glossia, donde enseñó la antigua práctica de la oración mental conocida como «oración del corazón» o hesicasmo.
En 1326, debido a la amenaza de las invasiones turcas, él y los hermanos se retiraron a la ciudad defendida de Tesalónica, donde fue ordenado sacerdote. Dividiendo su tiempo entre su ministerio al pueblo y su búsqueda de la perfección espiritual, fundó una pequeña comunidad de ermitaños cerca de Tesalónica, en un lugar llamado Veria.
Durante un breve periodo de tiempo fue abad del monasterio Esfigmenu, pero se vio obligado a dimitir en 1335 debido al descontento por la austeridad de su administración monástica.
Hacia 1334 comenzó su actividad literaria; escribió una vida de los santos, así como tratados sobre temas teológicos y cuestiones de la vida monástica. Dos de sus tratados escritos en esa época tratan la cuestión de la procedencia del Espíritu Santo, un tema importante en el conflicto teológico con la Iglesia occidental, y que estaba vigente en ese momento debido a las negociaciones sobre una reunión con la Iglesia occidental.

## Controversia hesicasta
El hesicasmo atrajo la atención de Barlaam el calabrés, un hombre convertido a la ortodoxia o bautizado como ortodoxo que conoció a los hesicastas y escuchó descripciones de sus prácticas durante una visita al monte Athos; también había leído los escritos de Palamás, él mismo un monje athonita. Formado en la teología escolástica occidental, Barlaam se escandalizó por el hesicasmo y comenzó a combatirlo tanto oralmente como en sus escritos. Como profesor particular de teología al modo de la escolástica occidental, Barlaam propuso un enfoque más intelectual y propositivo del conocimiento de Dios que el que enseñaban los hesicastas.
Por parte de los hesicastas, la controversia fue asumida por Palamás, a quien sus compañeros del monte Athos pidieron que defendiera el hesicasmo de los ataques de Barlaam. Palamás era un buen conocedor de la filosofía griega. Gregorio escribió varias obras en su defensa y defendió el hesicasmo en seis sínodos diferentes en Constantinopla, triunfando finalmente sobre sus contradictores en el sínodo de 1351.

### Conflicto temprano entre Barlaam y Palamás
Aunque Barlaam procedía del sur de Italia, su ascendencia era griega y clamaba a la ortodoxia oriental como su fe cristiana. Al llegar a Constantinopla hacia 1330, Barlaam trabajaba en comentarios sobre el Pseudo-Dionisio Areopagita bajo el patrocinio de Juan VI Cantacuceno. En 1334, Barlaam participó en conversaciones de unión con enviados papales, del lado de los griegos. Como representante de la teología negativa de influencia neoplatónica del Pseudo-Dionisio Areopagita, consideraba cuestionables todas las afirmaciones positivas sobre Dios. 
Hacia 1336, Gregorio recibió copias de tratados escritos por Barlaam contra los latinos, condenando su inserción de la cláusula Filioque en el Credo Niceno. Aunque esta condena constituía sólida teología ortodoxa, Palamás discrepó sobre el argumento de Barlaam en apoyo de la misma, a saber, que los esfuerzos por demostrar la naturaleza de Dios (concretamente, la naturaleza del Espíritu Santo) debían abandonarse, porque Dios es, en última instancia, incognoscible e indemostrable para los seres humanos. Así, Barlaam afirmaba que era imposible determinar de quién procede el Espíritu Santo. Según Sara J. Denning-Bolle, Palamás consideraba el argumento de Barlaam como «peligrosamente agnóstico». En su respuesta, titulada «Tratados apodícticos», Palamás insistió en que sí era demostrable que el Espíritu Santo procedía del Padre, pero no del Hijo. Se sucedieron una serie de cartas entre ambos, pero no pudieron resolver sus diferencias de forma amistosa.

### Tríadas
En respuesta a los ataques de Barlaam, Palamás escribió nueve tratados titulados «Tríadas para la defensa de los que practican la quietud sagrada». Los tratados se llaman «tríadas» porque se organizaron como tres conjuntos de tres tratados.
Las Tríadas fueron escritas en tres etapas. La primera tríada fue escrita en la segunda mitad de la década de 1330 y se basa en discusiones personales entre Palamás y Barlaam, aunque éste nunca es mencionado por su nombre.
A medida que la disputa avanzaba, las autoridades de la comunidad del Athos apoyaron a Palamás. Las enseñanzas de Gregorio fueron ratificadas por los superiores y monjes principales del monte Athos, que se reunieron en sínodo en 1340 y 1341. A principios de 1341, las comunidades monásticas del monte Athos redactaron el Tomo Hagiorítico bajo la supervisión e inspiración de Palamás. Aunque el tomo no menciona a Barlaam por su nombre, la obra apunta claramente a las perspectivas de Barlaam. El tomo ofrece una presentación sistemática de las enseñanzas de Palamás y se convirtió en el libro de texto fundamental del misticismo bizantino.
La segunda tríada cita directamente algunos escritos de Barlaam. En respuesta, Barlaam escribó «Contra los mesalianos», que atacaba a Gregorio por su nombre por primera vez. Barlaam llamó burlonamente a los hesicastas omphalopsychoi (hombres con el alma en los ombligos, haciendo referencia a la práctica de dirigir la atención al ombligo en la meditación hesicástica) y los acusó de la herejía del mesalianismo, también conocido como bogomilismo en Oriente.  Según Meyendorff, Barlaam consideraba «cualquier pretensión de experiencia real y consciente de Dios como mesalianismo».
Barlaam también se opuso a la doctrina sostenida por los hesicastas en cuanto a la naturaleza increada de la luz, cuya experiencia se decía que era el objetivo de la práctica hesicástica, considerándola herética y blasfema. Los hesicastas sostenían que era de origen divino y que era idéntica a la luz que se había manifestado a los discípulos de Jesús en el monte Tabor en la Transfiguración. Barlaam consideraba que esta doctrina de la «luz increada» era politeísta porque postulaba dos sustancias eternas, un Dios visible y otro invisible. Barlaam acusó el uso de la Oración de Jesús como una práctica de bogomilismo.
En la tercera tríada, Palamás refutó la acusación de mesalianismo de Barlaam arguyendo que los hesicastas no compartían el antisacramentalismo de los mesalianos ni pretendían ver físicamente la esencia de Dios con sus ojos. Según el P. John Meyendorff «Gregorio Palamás orienta toda su polémica contra Barlaam el Calabrés sobre la cuestión de la sabiduría helénica que él considera como la fuente principal de los errores de Barlaam».

### Papel en la guerra civil bizantina
Aunque la guerra civil de 1341 entre los partidarios de Juan VI Cantacuceno y los regentes de Juan V Paleólogo no fue primordialmente un conflicto religioso, la disputa teológica entre los partidarios y los oponentes de Palamás sí desempeñó un papel en el conflicto. Steven Runciman señala que «si bien la disputa teológica hizo amargo el conflicto, los partidos religiosos y políticos no coincidían». Los aristócratas apoyaban a Palamás en gran medida por sus tendencias conservadoras y antioccidentales, así como por sus vínculos con los monasterios acérrimamente ortodoxos. Aunque varias excepciones significativas dejan la cuestión abierta, en la mente popular (y en la historiografía tradicional) se suele equiparar a los partidarios del «palamismo» y del «cantacucenismo». Así, el eventual triunfo de Cantacuceno en 1347 trajo consigo también el triunfo concluyente de los palamistas sobre los antipalamistas.

### Quinto Concilio de Constantinopla
Se hizo evidente que la disputa entre Barlaam y Palamás era irreconciliable y requeriría el juicio de un concilio episcopal. Una serie de seis concilios patriarcales se celebraron en Constantinopla el 10 de junio de 1341, el 4 de agosto de 1341, el 4 de noviembre de 1344, el 1 de febrero de 1347, el 8 de febrero de 1347 y el 28 de mayo de 1351 para considerar las cuestiones. En conjunto, estos concilios son aceptados como de carácter ecuménico por los cristianos ortodoxos, algunos de los cuales los llaman Quinto Concilio de Constantinopla y Noveno Concilio Ecuménico.
La disputa sobre el hesicasmo llegó al sínodo en Constantinopla en mayo de 1341 y presidido por el emperador Andrónico III. La asamblea, influenciada por la veneración de los escritos de Pseudo-Dionisio en la Iglesia de Oriente, condenó a Barlaam, que se retractó. El patriarca ecuménico insistió en que se destruyeran todos los escritos de Barlaam, por lo que no ha sobrevivido ningún ejemplar completo del tratado «Contra el mesalianismo» de Barlaam.
El principal partidario de Barlaam, el emperador Andrónico III, murió apenas cinco días después de que terminara el sínodo en junio de 1341. Aunque Barlaam esperaba inicialmente una segunda oportunidad para presentar su caso contra Palamás, pronto se dio cuenta de la inutilidad de seguir con su causa, y se marchó a Calabria, donde se convirtió a la Iglesia romana y fue nombrado obispo de Gerace.
Tras la marcha de Barlaam, Gregorio Acindino se convirtió en el principal crítico de Palamás. Un segundo concilio celebrado en Constantinopla en agosto de 1341 condenó a Acindino y ratificó las conclusiones del anterior. Acindino y sus partidarios obtuvieron una breve victoria en un concilio celebrado en 1344 que excomulgó a Palamás. Sin embargo, el último de estos concilios, celebrado en mayo de 1351, exoneró definitivamente a Palamás y condenó a sus oponentes. Este sínodo ordenó que los metropolitanos de Éfeso y Ganos fueran expulsados y encarcelados. Todos los que no estuvieran dispuestos a someterse a la opinión ortodoxa debían ser excomulgados y mantenidos bajo vigilancia en sus residencias. Se pronunciaron una serie de anatemas contra Barlaam, Acindino y sus seguidores; al mismo tiempo, también se declararon una serie de aclamaciones a favor de Gregorio Palamás y los seguidores de su doctrina. Un notable opositor al palamismo fue Nicéforo Gregorás, que se negó a someterse a los dictados del sínodo y fue encarcelado de hecho en un monasterio durante dos años.

### Aceptación gradual de la doctrina palamista

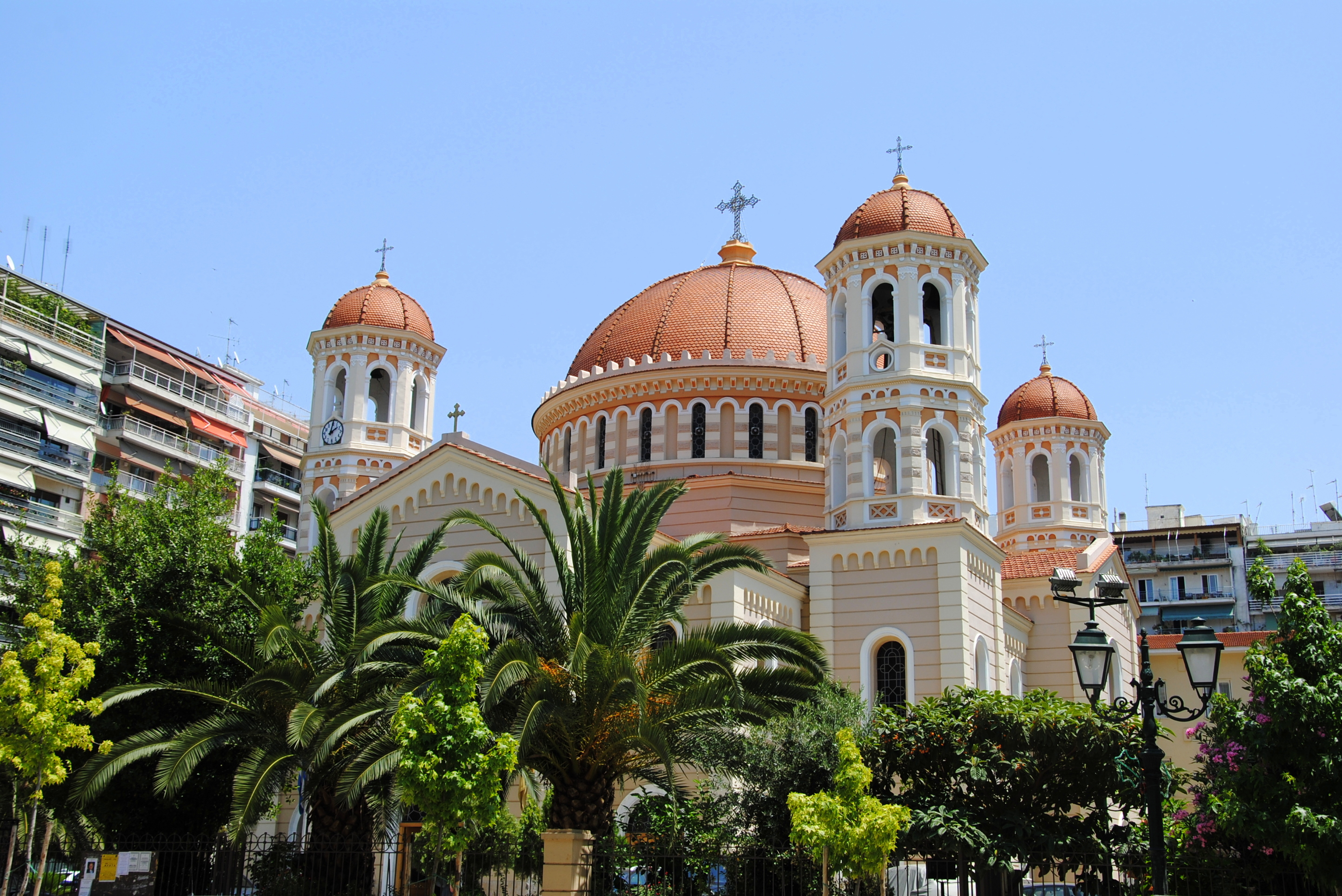
Iglesia de San Gregorio Palamás que alberga sus reliquias, en Tesalónica (arquitecto: Ernst Ziller)

Kallistos I y los patriarcas ecuménicos que le sucedieron emprendieron una vigorosa campaña para que las doctrinas palamistas fueran aceptadas por los demás patriarcados orientales, así como por todas las sedes metropolitanas bajo su jurisdicción. Sin embargo, se necesitó algún tiempo para superar la resistencia inicial a sus enseñanzas. Por ejemplo, el metropolitano de Kiev, al recibir los tomos de Kallistos que exponían la doctrina palamista, la rechazó con vehemencia y redactó una respuesta en refutación. Del mismo modo, el Patriarcado de Antioquía se opuso firmemente a lo que consideraba una innovación; sin embargo, para finales del siglo XIV, el palamismo había sido aceptado allí. Se observaron actos de resistencia similares en las sedes metropolitanas gobernadas por los latinos, así como en algunas regiones eclesiásticas autónomas, como la Iglesia de Chipre.
Un ejemplo notable de la campaña para imponer la ortodoxia de la doctrina palamista fue la acción emprendida por el patriarca Filoteo I para tomar medidas contra Prójoros Kidones, un monje y sacerdote del monte Athos que se oponía a los palamitas. Kidones había escrito varios tratados antipalamitas y continuó argumentando enérgicamente contra el palamismo incluso cuando fue llevado ante el patriarca y se le ordenó adherirse a la doctrina ortodoxa. Finalmente, exasperado, Filoteo convocó un sínodo contra Kidones en abril de 1368. Sin embargo, ni siquiera esta medida extrema logró la sumisión de Kidones y, al final, fue excomulgado y suspendido del clero a perpetuidad. El largo tomo que se preparó para el sínodo concluye con un decreto que canoniza a Palamás, fallecido en algún punto entre 1357 y 1359.
A pesar de la oposición inicial de algunos patriarcados y sedes, con el tiempo la resistencia disminuyó y finalmente la doctrina palamista fue aceptada en toda la Iglesia Ortodoxa Oriental. Durante este periodo, se convirtió en norma que los patriarcas ecuménicos profesaran la doctrina palamita al tomar posesión de su sede.
Martin Jugie afirma que la oposición de los latinos y los latinófonos, que eran necesariamente hostiles a la doctrina, contribuyó de hecho a su adopción, y pronto el latinismo y el antipalamismo llegaron a ser equivalentes en la mente de muchos cristianos ortodoxos.
Según Aristeides Papadakis, «todos los académicos ortodoxos que han escrito sobre Palamás —Lossky, Krivosheine, Papamichael, Meyendorff, Christou—asumen su voz como expresión legítima de la tradición ortodoxa».

## Años posteriores

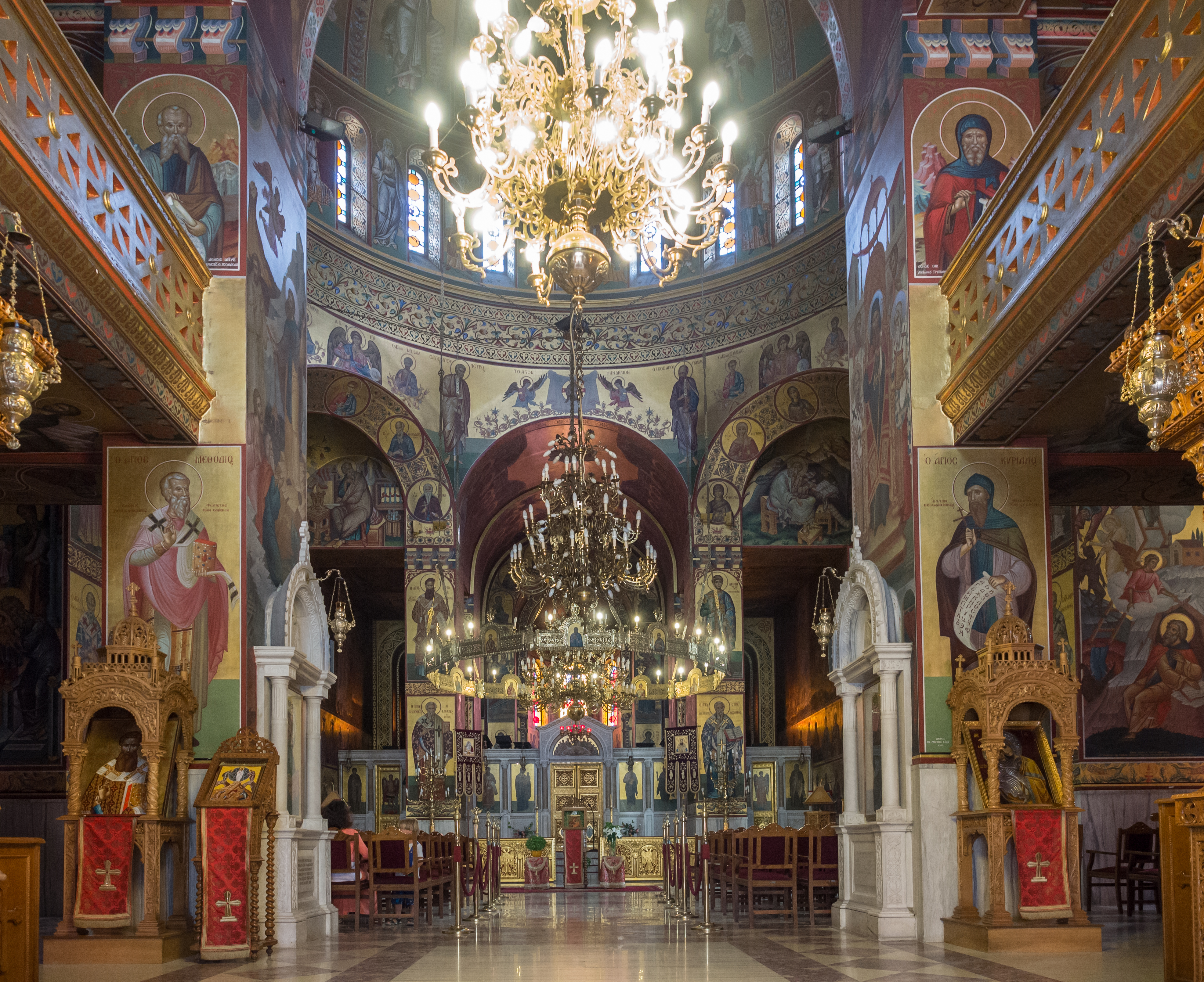
Interior de la iglesia de San Gregorio Palamás en Tesalónica

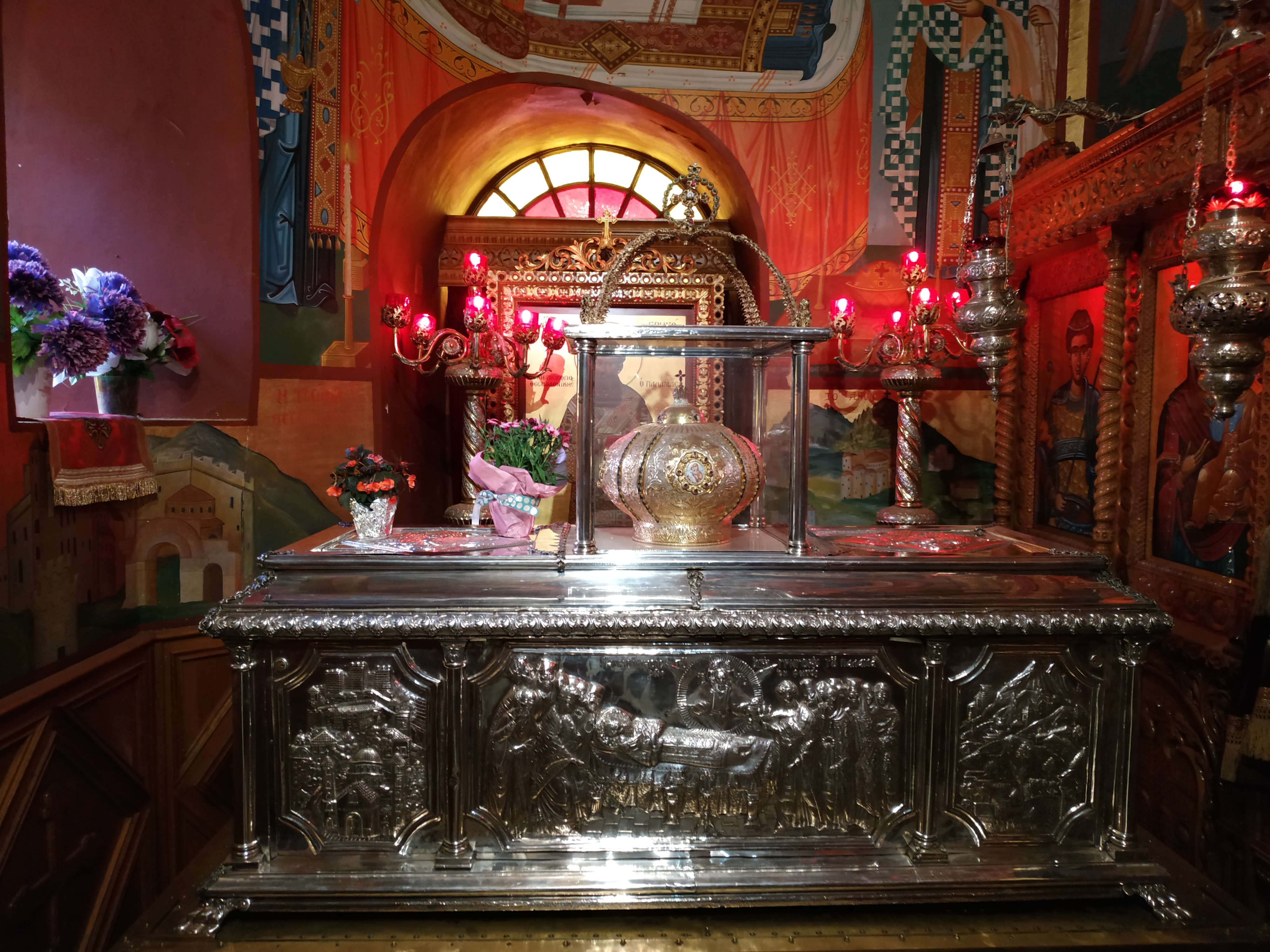
El relicario de San Gregorio Palamás

Los oponentes de Palamás en la controversia hesicástica difundieron acusaciones calumniosas contra él, y en 1344 el Patriarca Juan XIV lo encarceló durante cuatro años. Sin embargo, en 1347, cuando el Patriarca Isidoro I llegó al Trono Ecuménico, Gregorio fue liberado de la prisión y consagrado como arzobispo metropolitano de Tesalónica. Sin embargo, como el conflicto con Barlaam no se había resuelto en ese momento, los habitantes de Tesalónica no lo aceptaron, y se vio obligado a vivir en varios lugares. No fue sino hasta 1350 que pudo ocupar la silla episcopal. En 1354, durante un viaje a Constantinopla, el barco en el que viajaba cayó en manos de piratas turcos; fue encarcelado y golpeado. Se vio obligado a pasar un año detenido en la corte otomana, donde fue bien tratado. Finalmente se pagó su rescate y regresó a Tesalónica, donde ejerció de arzobispo durante los tres últimos años de su vida.

## Muerte y canonización
Palamás murió en algún punto entre 1357 y 1359. Sus últimas palabras fueron: «¡A las alturas! A las alturas». Fue canonizado como santo de la Iglesia Ortodoxa Oriental en 1368 por el Patriarca Filoteo de Constantinopla, quien también escribió su Vita y compuso el servicio que se canta en su honor. Su fiesta se celebra dos veces al año, el 14 de noviembre, aniversario de su muerte, y el segundo domingo de la Gran Cuaresma, porque la victoria de Gregorio sobre Barlaam se considera una continuación del Triunfo de la Ortodoxia, es decir, la victoria de la Iglesia sobre la herejía, celebrada el domingo previo.
Las reliquias de Gregorio descansan en la iglesia de San Gregorio Palamás en Tesalónica.

## Pensamiento
Palamás nunca presentó o justificó su doctrina de forma exhaustiva como un sistema, sino que escribió apenas un resumen conciso, «150 capítulos», y un credo. Esta circunstancia está relacionada con su escepticismo fundamental hacia una teología o metafísica de base científica. Su extensa obra (135 títulos) se centra en el campo de la polémica dogmática. En sus 63 sermones que aún sobreviven, el hesicasmo solo se aborda de forma marginal. Por lo tanto, la doctrina debe inferirse a partir de sus escritos polémicos y sus cartas, que se refieren cada una a cuestiones individuales contemporáneas. Sin embargo, el palamismo como un complejo de algunas convicciones teológicas está claramente definido por las decisiones del Concilio.

### Afirmaciones fundamentales del palamismo
El palamismo puede resumirse en las siguientes seis declaraciones fundamentales del Concilio Palamita de Constantinopla celebrado en el verano de 1351:
- En Dios hay una diferencia entre esencia (griego οὐσία ousía) y energías (griego ἐνέργειαι enérgeiai).
- Tanto el ser como las energías son increadas.
- Sin embargo, de esta distinción no se deduce que Dios sea algo compuesto de elementos diferentes (en griego σύνθετον sýntheton), pues aunque la diferencia es real, no son dos realidades ontológicamente distintas. Más bien, ambos términos se refieren solo a un Dios único que está plenamente presente tanto en su esencia como en cada una de sus energías. La diferencia es que un término (esencia) se refiere a Dios desde el punto de vista de su incomprensibilidad desde la perspectiva de las criaturas, y el otro (energías) se refiere a Dios en términos de que se revela a las criaturas.
- Las energías pueden designarse con el término «divinidad» sin que Dios se convierta así en dos dioses. Esto también corresponde al lenguaje utilizado por los padres de la iglesia.
- La afirmación «La esencia de Dios supera (en griego ὑπέρκειται hypérkeitai) la energía» es correcta y está de acuerdo con la enseñanza de los Padres de la Iglesia.
- Una participación real (en griego μετοχή metojḗ) en Dios es posible para el ser humano. Sin embargo, esto no se refiere a la esencia divina, sino al hecho de que la energía divina se revela realmente al ser humano y se hace así accesible.